# Luke Flanagan
Luke Flanagan, detto Ming (Roscommon, 22 gennaio 1972), è un politico irlandese.
Dopo essere approdato al Dáil Éireann in occasione delle elezioni generali del 2011, è eletto al Parlamento europeo alle europee del 2014, avendo ricevuto 124 063 voti. Alle elezioni europee del 2019 è stato rieletto.
Flanagan è un attivista per la legalizzazione della cannabis; si è espresso contro presunti casi di corruzione all'interno della Garda Síochána, il corpo di polizia della Repubblica d'Irlanda